# Myriam Spiteri Debono
Myriam Spiteri Debono (Victoria; 25 de octubre de 1952) es una política maltesa y presidenta de Malta desde el 4 de abril de 2024. Es la primera mujer de Gozo en ser elegida para el cargo. También fue presidenta de la Cámara de Representantes de Malta de 1996 a 1998, y la primera mujer en ocupar el cargo.
Spiteri Debono se desempeñó como presidenta de la sección de mujeres del Partido Laborista.

## Biografía
Spiteri Debono nació en Victoria, Gozo. Recibió su educación formal infantil en Gozo y más tarde asistió a la Universidad de Malta, donde estudió Literatura Inglesa y Lingüística. Después de esto, también estudió derecho y se graduó como notaria pública.
Sus primeros nombramientos para cargos públicos incluyeron los de presidenta de la Junta de Cooperativas y miembro fundador de la Comisión de Igualdad de Género.
Fue candidata al Partido Laborista de Malta en cinco elecciones generales (1981, 1987, 1992, 1996, 2003), pero nunca fue elegida. Sin embargo, en septiembre de 1996 fue nombrada Presidenta de la Cámara de Representantes de Malta. Fue la primera mujer en desempeñar este puesto en Malta, y fue reemplazada por Anton Tabone en octubre de 1998.
En enero de 2023, el Partido Nacionalista la propuso para el papel de Comisionada de Normas, sin embargo, se negó a ser considerada formalmente para el papel alegando que no era adecuada para ello ni estaba interesada en asumir el cargo.

### Presidencia
El 21 de marzo de 2024, se informó que era la persona mejor posicionada para ser nombrada presidenta de la República de Malta. La semana siguiente, esto se confirmó en una declaración conjunta emitida por las oficinas del Primer Ministro y del Líder de la Oposición. La Cámara de Representantes de Malta votó por unanimidad para elegir a Spiteri Debono como la undécima presidenta de Malta el 27 de marzo de 2024, convirtiéndose en la primera presidenta en ser elegida utilizando las nuevas reformas constitucionales de 2020, incluido el nuevo requisito de dos tercios de la aprobación del parlamento para el candidato presidencial. 
Spiteri Debono es la tercera mujer en servir como presidenta de Malta, después de Agatha Barbara y Marie-Louise Coleiro Preca.  También es la tercera persona de Gozo en ser nombrada para este cargo, después de Anton Buttigieg y Ċensu Tabone. Asumió el cargo el 4 de abril de 2024.